# Anthaxia seyrigi
Anthaxia seyrigi es una especie de escarabajo del género Anthaxia, familia Buprestidae. Fue descrita científicamente por Descarpentries en 1967.

## Distribución
Habita en el Neártico, Neotrópico, región indomalaya, Paleártico y región afrotropical.